# Lancheng, Fujian
Lancheng (kinesiska: 岚城) är en socken i sydöstra Kina. Den ligger på Pingtanön i Pingtan härad i provinshuvudstaden Fuzhou i provinsen Fujian, omkring 79 kilometer sydost om centrala Fuzhou. Antalet invånare är 23 741. Befolkningen består av 12 040 kvinnor och 11 701 män. Barn under 15 år utgör 19,0 %, vuxna 15-64 år 73 %, och äldre över 65 år 7,0 %.